# シュコダT11
シュコダT11（チェコ語: Škoda T 11）は、かつてシュコダが生産したトロリーバス車両。バスメーカーのカロサとの共同開発が実施されたが、社会事情を始めとした要因から少量の生産に終わった。

## 概要
社会主義時代のチェコスロバキアにおいて、シュコダがオストロフの工場で各都市へ向けトロリーバスの生産を実施していた一方で、国営企業のカロサも同時期に各都市へ向けてバスの製造を行っていた。この両社の間で部品やノウハウを共有し、新型車両を開発するというプロジェクトが1960年代に立ち上げられ、その一環として設計が行われたのがシュコダT11である。
車体はカロサが同時期に開発したモノコック構造の車体を有する路線バスのŠM11を基に設計が行われ、屋根上に集電装置（ポール）を設置していた事から側面をはじめとした補強が行われた。一方で電気機器はシュコダが手掛け、T11の開発当時に生産されていた9Trと同型のものが用いられた。車体やシャーシはカロサが所有するヴィーソケー・ミートの工場で、電気機器はシュコダのオストロフ工場で製造されたのち、オストロフの工場で最終組み立てが実施された。

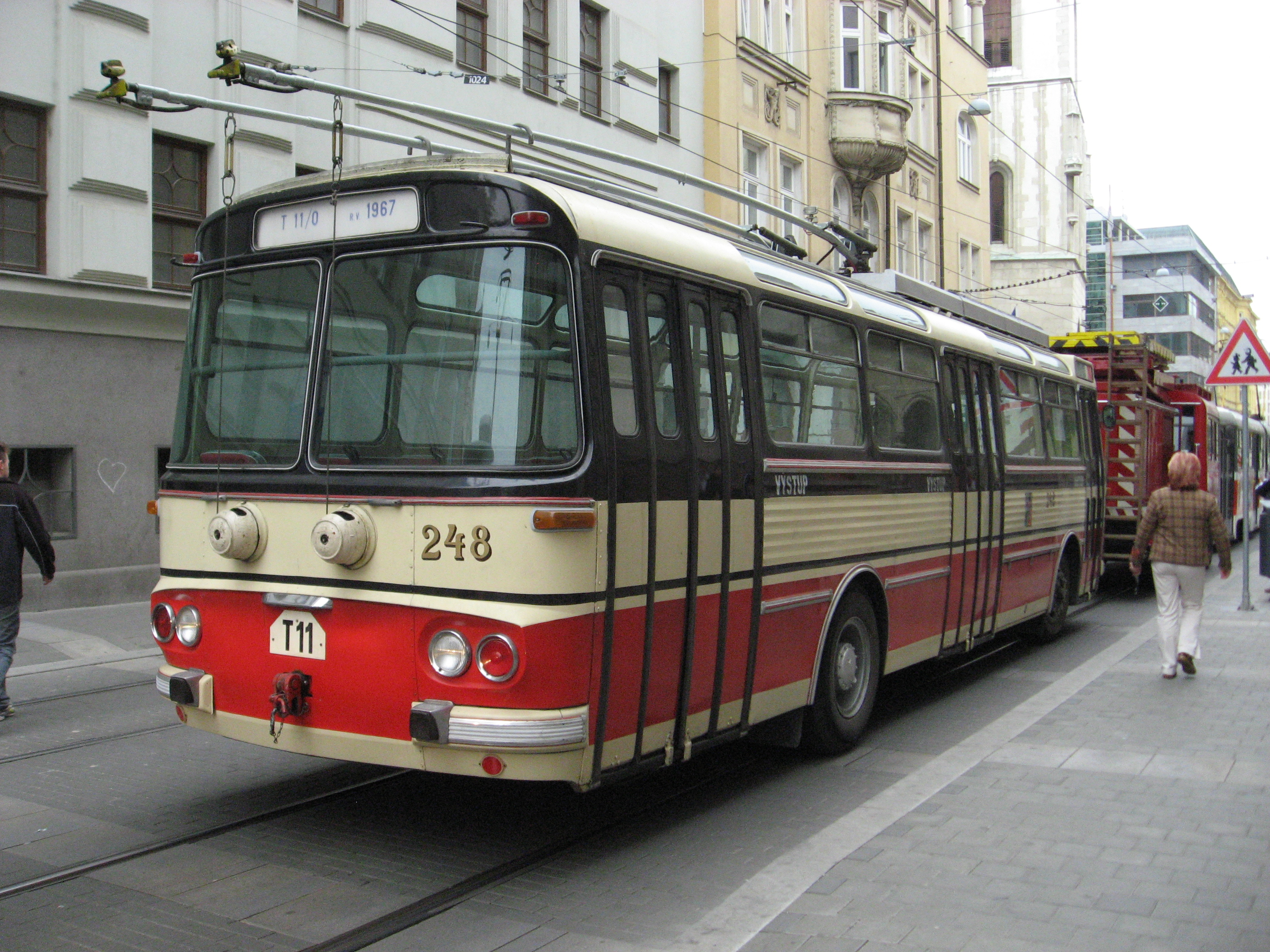
後方
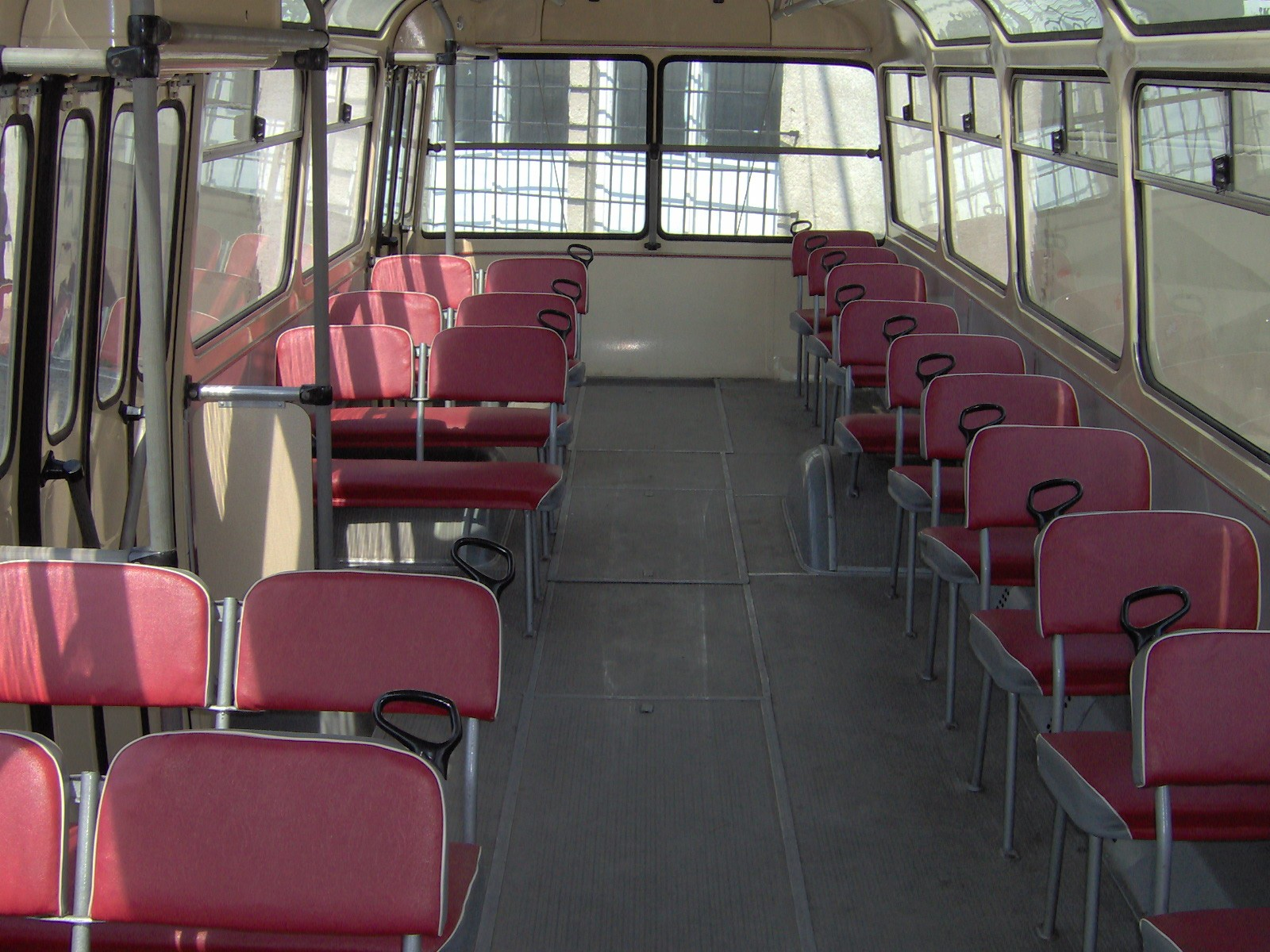
車内
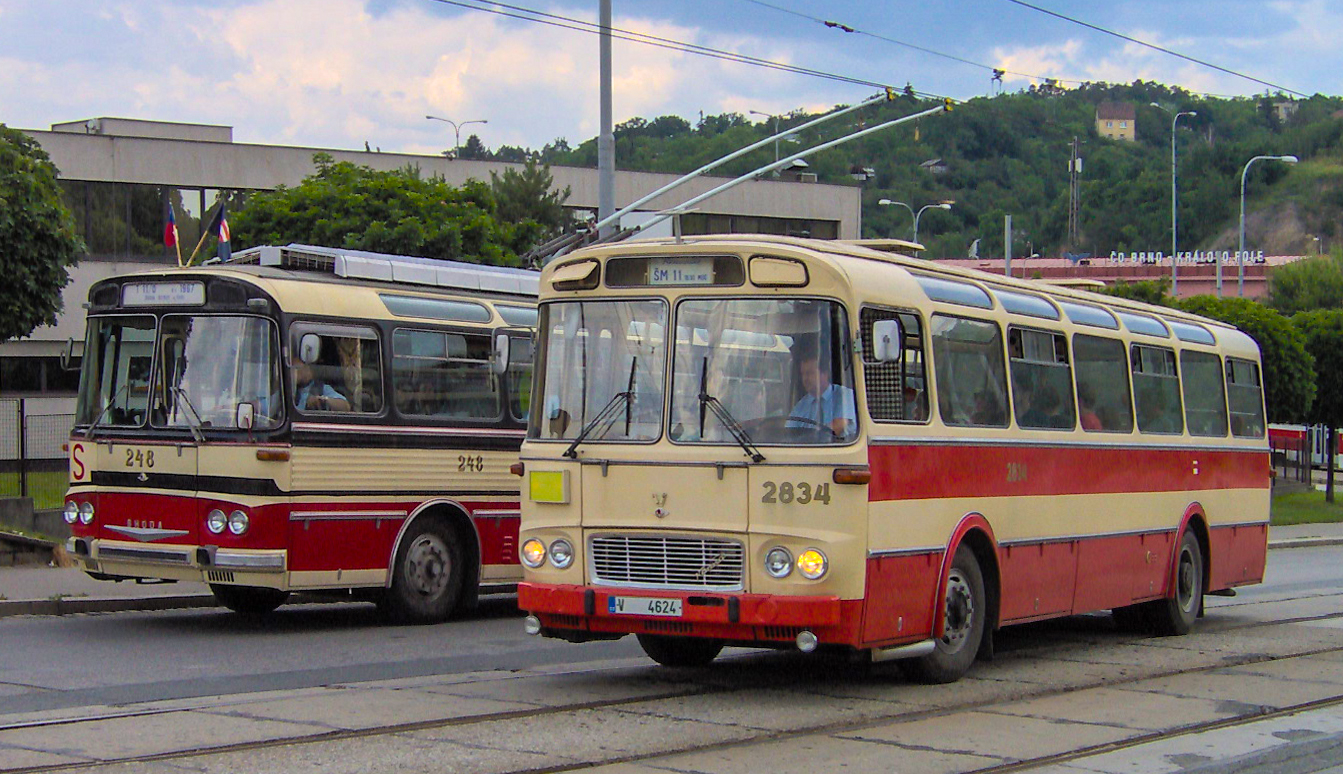
ŠM11（右）と並ぶT11（左） （2008年撮影）

最初の車両となる機能試験車は1964年に完成し、車内に乗客に見立てた死重を積載する形での長距離耐久試験が行われた。この車両は1970年代までに廃車された一方、その試験結果をもとに翌1965年に試作車が、そして1967年に量産車（シュコダT11/0）の生産が進められた。これらの車両については機能試験車から前面形状をはじめ車体に差異が生じている。これらの車両はブラチスラヴァ（ブラチスラヴァ・トロリーバス）やプルゼニ（プルゼニ・トロリーバス）に加え、キエフやクリミア半島（クリミア・トロリーバス）でも試運転が実施された。
だが、カロサの工場の生産能力不足や車体自体の強度に問題が生じた事に加え、当時は安価な石油価格を背景としたバスの需要がトロリーバスと比べて高く、1970年をもってT11の開発プロジェクトは中止された。営業運転終了後もプルゼニで使用されていた量産車のうち1両がチェコ・ブルノのブルノ技術博物館に保存されており、イベント時には動態運転が行われている。

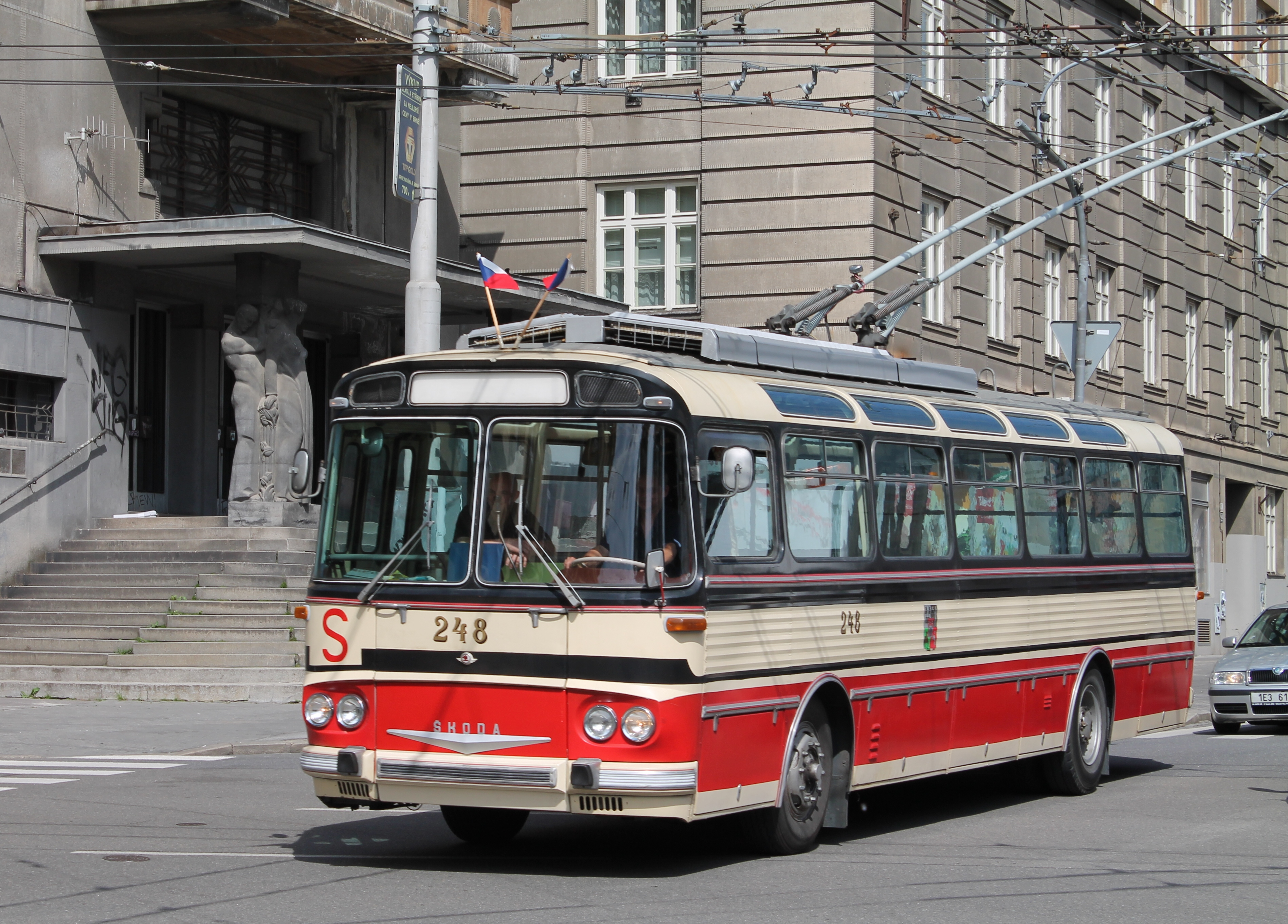
ブルノ市内で動態保存運転を行うT11（2013年撮影）
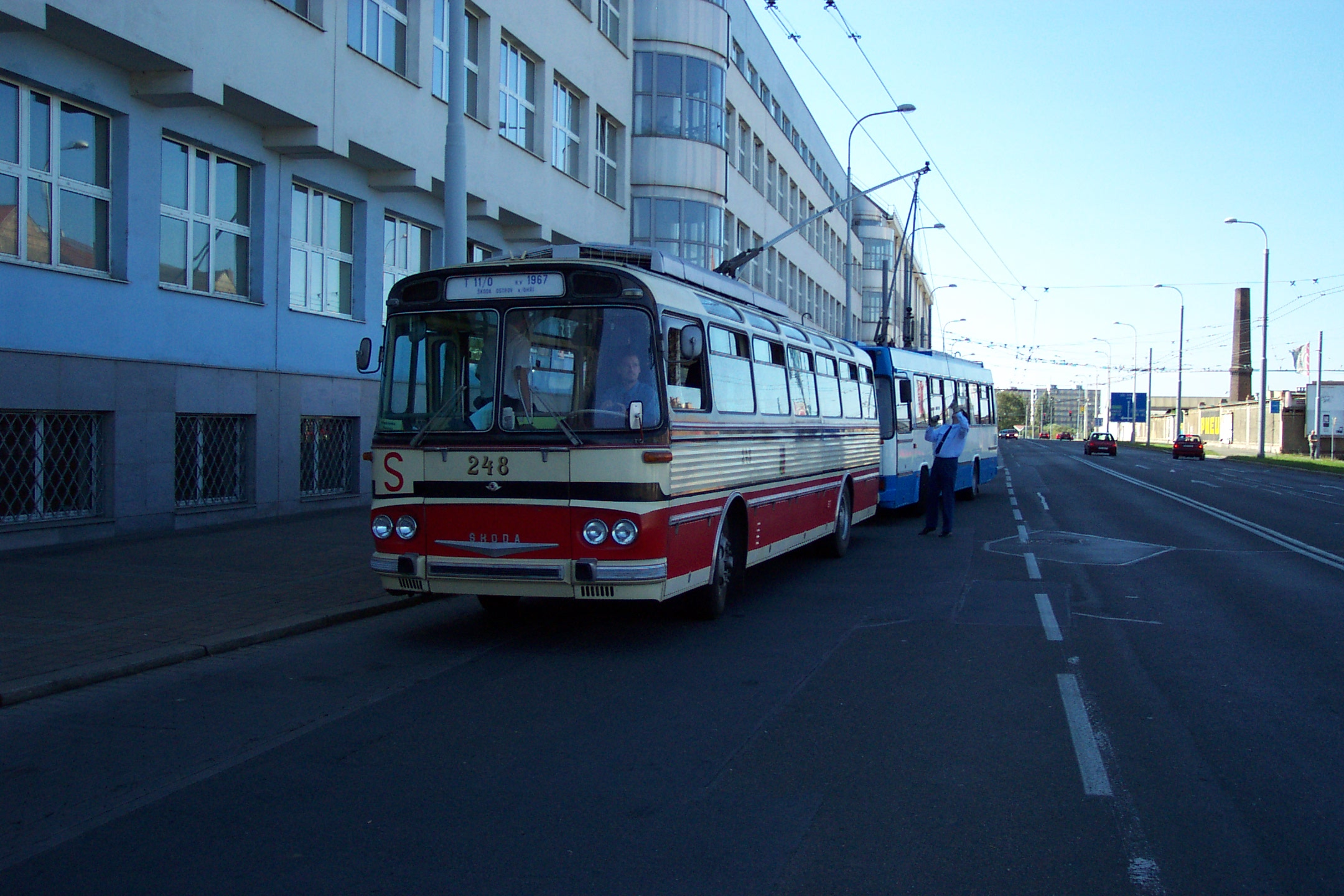
プルゼニ市内で動態保存運転を行うT11（2006年撮影）

## その他
シュコダT11のバリエーションとして、長距離バスのŠD11と同型の車体を有する、定員37名の長距離向け車両「T11 Lux」の設計も行われたが、実際に製造されることはなかった。